# Segunda División B de España 2014-15
La temporada 2014-15 de la Segunda División B de España de fútbol corresponde a la 38.ª edición del campeonato y se disputó entre el 23 de agosto de 2014 y el 17 de mayo de 2015 en su fase regular. Posteriormente se disputó la promoción de ascenso entre el 23 de mayo y el 28 de junio.

## Sistema de competición
Participan ochenta clubes de toda la geografía española, encuadrados en cuatro grupos de veinte equipos según proximidad geográfica. Se enfrentan en cada grupo todos contra todos en dos ocasiones -una en campo propio y otra en campo contrario- durante un total de 38 jornadas. El orden de los encuentros se decide por sorteo antes de empezar la competición. La Real Federación Española de Fútbol es la responsable de designar a los árbitros de cada encuentro.
El ganador de un partido obtiene tres puntos, el perdedor no suma puntos, y en caso de un empate hay un punto para cada equipo. Al término del campeonato, los cuatro equipos que acumulan más puntos en cada grupo juegan la promoción de ascenso. Esta promoción tiene formato de eliminación directa a doble partido, los primeros clasificados se enfrentan entre sí en emparejamientos que se determinan por sorteo y los dos vencedores ascienden a Segunda División y juegan otra eliminatoria para decidir el campeón de Segunda División B. Los perdedores se unen al resto de eliminatorias que disputan segundos contra cuartos, y los terceros entre sí. Tras disputarse tres rondas eliminatorias los dos equipos vencedores ascienden igualmente a Segunda División.
Los cuatro últimos equipos clasificados de cada grupo descienden a Tercera División. Los decimosextos clasificados juegan la promoción por la permanencia que se disputa por eliminación directa a doble partido y los emparejamientos se determinan por sorteo. Los dos equipos derrotados pierden la categoría.

## Equipos de la temporada 2014/15

### Equipos por comunidades autónomas
| Datos de ascensos y descensos |
| --- |
| Hércules CF, Real Jaén CF, Real Murcia CF y Real Madrid Castilla CF descienden de Segunda División A. Albacete Balompié, CD Leganés, UE Llagostera y Racing de Santander ascienden a Segunda División A. Algeciras CF, Atlético Sanluqueño CF, Caudal Deportivo, CD Constancia, Écija Balompié, CD Laudio, Levante UD "B", SD Logroñés, SD Noja, Ontinyent CF, Peña Sport FC, AE Prat, CD Puerta Bonita, San Fernando CD y CD Sariñena descienden a Tercera División. También desciende el Real Madrid CF "C" arrastrado por el descenso del Real Madrid Castilla CF; y el CD Ourense por motivos económicos. El RC Celta de Vigo "B" ocupó plaza de descenso pero recuperó la categoría para ocupar la plaza del CD Ourense, y lo mismo ocurrió con La Roda CF, que ocupó la plaza del CD Puertollano, que una vez ascendido no pudo hacer frente al aval. Atlético Astorga CF, Real Betis "B", UE Cornellà, CD Eldense, UP Langreo, CD Lealtad, SD Leioa, RCD Mallorca "B", Marbella FC, CD San Roque de Lepe, UD Socuéllamos CF, UD Somozas, CF Trival Valderas, UCAM Murcia CF, Real Valladolid CF "B", CF Villanovense y Real Zaragoza "B" ascienden a Segunda División B. También asciende el Rayo Vallecano "B" que ocupa la plaza del Real Madrid CF "C". |

### Grupo I
En este grupo están los equipos de Galicia (5), Asturias (6), Cantabria (1), Castilla y León (6), parte de la Región de Murcia (1) y La Rioja (1).
| - RC Celta de Vigo "B" - SD Compostela - Coruxo FC - Racing de Ferrol - UD Somozas - Real Avilés CF - CD Lealtad - UP Langreo - Club Marino de Luanco - Real Oviedo |  | - Sporting de Gijón "B" - CD Tropezón - Atlético Astorga CF - Burgos CF - Cultural Leonesa - CD Guijuelo - Real Valladolid CF "B" - Zamora CF - Real Murcia CF - UD Logroñés |

### Grupo II
En este grupo se encuentran los equipos del País Vasco (7), Comunidad de Madrid (6), Canarias (1), Navarra (1), parte de Aragón (1) y parte de Castilla-La Mancha (4).
| - SD Amorebieta - Barakaldo CF - Bilbao Athletic - SD Leioa - Real Sociedad "B" - Real Unión Club - Sestao River Club - Atlético de Madrid "B" - CF Fuenlabrada - Getafe CF "B" |  | - Rayo Vallecano "B" - Real Madrid Castilla - CF Trival Valderas - Las Palmas Atlético - CD Tudelano - SD Huesca - UB Conquense - CD Guadalajara - UD Socuéllamos - CD Toledo |

### Grupo III
En este grupo están los equipos de la Cataluña (9), Comunidad Valenciana (8), Islas Baleares (2) y parte de Aragón (1).
| - CF Badalona - UE Cornellà - RCD Espanyol "B" - Gimnàstic de Tarragona - CE L'Hospitalet - Club Lleida Esportiu - UE Olot - CF Reus Deportiu - UE Sant Andreu - CD Alcoyano |  | - Elche Ilicitano CF - CD Eldense - Hércules CF - Huracán Valencia CF - CD Olímpic de Xàtiva - Valencia CF Mestalla - Villarreal CF "B" - CD Atlético Baleares - RCD Mallorca "B" - Real Zaragoza "B" |

### Grupo IV
En el último grupo se encuentran los equipos de Andalucía (12), parte de la Región de Murcia (3), Extremadura (3), parte de Castilla-La Mancha (1) y la ciudad autónoma de Melilla (1).
| - UD Almería "B" - Real Betis "B" - Cádiz CF - Córdoba CF "B" - CD El Palo - Granada CF "B" - Real Jaén CF - RB Linense - Lucena CF - Marbella FC |  | - CD San Roque de Lepe - Sevilla Atlético - FC Cartagena - La Hoya Lorca CF - UCAM Murcia CF - Arroyo CP - CP Cacereño - CF Villanovense - La Roda CF - UD Melilla |

## Resultados y clasificaciones

### Grupo I

#### Clasificación
| Pos. | Equipo                    | Pts. | PJ | G  | E  | P  | GF | GC | Dif. | Clasificación                                   |
| ---- | ------------------------- | ---- | -- | -- | -- | -- | -- | -- | ---- | ----------------------------------------------- |
| 1    | Real Oviedo (A)           | 80   | 38 | 24 | 8  | 6  | 77 | 31 | +46  | Acceso a Promoción de ascenso para campeones    |
| 2    | Real Murcia C. F.         | 72   | 38 | 22 | 6  | 10 | 47 | 26 | +21  | Acceso a Promoción de ascenso para no campeones |
| 3    | Racing de Ferrol          | 69   | 38 | 20 | 9  | 9  | 65 | 41 | +24  | Acceso a Promoción de ascenso para no campeones |
| 4    | U. D. Logroñés            | 66   | 38 | 19 | 9  | 10 | 49 | 37 | +12  | Acceso a Promoción de ascenso para no campeones |
| 5    | C. D. Guijuelo            | 61   | 38 | 17 | 10 | 11 | 58 | 48 | +10  |                                                 |
| 6    | S. D. Compostela          | 61   | 38 | 17 | 10 | 11 | 45 | 39 | +6   |                                                 |
| 7    | Cultural Leonesa          | 59   | 38 | 15 | 14 | 9  | 52 | 43 | +9   |                                                 |
| 8    | Coruxo F. C.              | 53   | 38 | 13 | 14 | 11 | 44 | 47 | −3   |                                                 |
| 9    | Real Valladolid C. F. "B" | 52   | 38 | 14 | 10 | 14 | 54 | 54 | 0    |                                                 |
| 10   | U. D. Somozas             | 52   | 38 | 14 | 10 | 14 | 44 | 43 | +1   |                                                 |
| 11   | Sporting de Gijón "B"     | 50   | 38 | 13 | 11 | 14 | 49 | 50 | −1   |                                                 |
| 12   | Burgos C. F.              | 49   | 38 | 13 | 10 | 15 | 37 | 40 | −3   |                                                 |
| 13   | R. C. Celta de Vigo "B"   | 48   | 38 | 14 | 6  | 18 | 49 | 58 | −9   |                                                 |
| 14   | Atlético Astorga C. F.    | 45   | 38 | 10 | 15 | 13 | 50 | 56 | −6   |                                                 |
| 15   | C. D. Lealtad             | 44   | 38 | 11 | 11 | 16 | 38 | 49 | −11  |                                                 |
| 16   | Real Avilés C. F. (D)     | 43   | 38 | 12 | 7  | 19 | 36 | 53 | −17  | Acceso a Promoción de permanencia               |
| 17   | U. P. Langreo (D)         | 43   | 38 | 11 | 10 | 17 | 37 | 49 | −12  | Descenso a Tercera División                     |
| 18   | Zamora C. F. (D)          | 39   | 38 | 11 | 6  | 21 | 38 | 51 | −13  | Descenso a Tercera División                     |
| 19   | C. D. Tropezón (D)        | 36   | 38 | 9  | 9  | 20 | 38 | 62 | −24  | Descenso a Tercera División                     |
| 20   | Marino de Luanco (D)      | 21   | 38 | 4  | 9  | 25 | 26 | 56 | −30  | Descenso a Tercera División                     |

 Fuente: BDFutbol
Criterios de clasificación: Puntos · Enfrentamientos directos · Diferencia de goles · Goles a favor · Play-off

#### Evolución de la clasificación
| Equipo / Jornada | 1  | 2  | 3  | 4  | 5  | 6  | 7  | 8  | 9  | 10 | 11 | 12 | 13 | 14 | 15 | 16 | 17 | 18 | 19 | 20 | 21 | 22 | 23 | 24 | 25 | 26 | 27 | 28 | 29 | 30 | 31 | 32 | 33 | 34 | 35 | 36 | 37 | 38 |
| Equipo / Jornada |    |    |    |    |    |    |    |    |    |    |    |    |    |    |    |    |    |    |    |    |    |    |    |    |    |    |    |    |    |    |    |    |    |    |    |    |    |    |
| ---------------- | -- | -- | -- | -- | -- | -- | -- | -- | -- | -- | -- | -- | -- | -- | -- | -- | -- | -- | -- | -- | -- | -- | -- | -- | -- | -- | -- | -- | -- | -- | -- | -- | -- | -- | -- | -- | -- | -- |
| Oviedo           | 1  | 4  | 3  | 2  | 1  | 3  | 1  | 5  | 3  | 3  | 2  | 3  | 1  | 1  | 1  | 1  | 1  | 1  | 1  | 1  | 1  | 1  | 1  | 1  | 1  | 1  | 1  | 1  | 1  | 1  | 1  | 1  | 1  | 1  | 1  | 1  | 1  | 1  |
| Murcia           | 17 | 9  | 12 | 9  | 8  | 7  | 5  | 2  | 2  | 2  | 3  | 1  | 3  | 2  | 3  | 2  | 4  | 4  | 3  | 4  | 3  | 2  | 2  | 2  | 2  | 2  | 2  | 2  | 2  | 2  | 2  | 2  | 2  | 2  | 2  | 2  | 2  | 2  |
| Ferrol           | 12 | 15 | 15 | 17 | 13 | 12 | 13 | 11 | 14 | 11 | 8  | 6  | 8  | 6  | 7  | 7  | 5  | 6  | 5  | 5  | 5  | 5  | 5  | 3  | 3  | 4  | 4  | 4  | 3  | 3  | 4  | 3  | 4  | 3  | 3  | 3  | 3  | 3  |
| Logroñés         | 7  | 6  | 5  | 3  | 2  | 1  | 2  | 1  | 1  | 1  | 1  | 2  | 2  | 3  | 2  | 3  | 3  | 3  | 4  | 3  | 4  | 4  | 4  | 4  | 4  | 3  | 5  | 5  | 4  | 4  | 3  | 4  | 3  | 4  | 4  | 4  | 4  | 4  |
| Guijuelo         | 4  | 2  | 2  | 1  | 5  | 4  | 6  | 6  | 5  | 4  | 4  | 4  | 4  | 4  | 4  | 4  | 2  | 2  | 2  | 2  | 2  | 3  | 3  | 5  | 5  | 5  | 3  | 3  | 5  | 5  | 5  | 5  | 5  | 5  | 5  | 5  | 5  | 5  |
| Compostela       | 3  | 8  | 11 | 8  | 11 | 10 | 12 | 13 | 9  | 8  | 10 | 13 | 9  | 9  | 11 | 10 | 11 | 10 | 8  | 9  | 9  | 9  | 7  | 8  | 8  | 8  | 7  | 7  | 7  | 6  | 6  | 6  | 6  | 6  | 6  | 6  | 6  | 6  |
| Leonesa          | 13 | 12 | 7  | 11 | 10 | 9  | 8  | 7  | 7  | 10 | 11 | 14 | 11 | 12 | 13 | 12 | 9  | 11 | 9  | 8  | 6  | 6  | 6  | 6  | 6  | 6  | 6  | 6  | 6  | 7  | 7  | 7  | 7  | 7  | 7  | 7  | 7  | 7  |
| Coruxo           | 10 | 3  | 4  | 4  | 3  | 2  | 3  | 3  | 4  | 5  | 5  | 7  | 5  | 5  | 5  | 5  | 8  | 8  | 11 | 11 | 11 | 11 | 10 | 11 | 9  | 9  | 9  | 9  | 9  | 9  | 9  | 8  | 10 | 9  | 10 | 8  | 9  | 8  |
| Valladolid "B"   | 15 | 7  | 6  | 7  | 6  | 6  | 7  | 8  | 8  | 6  | 6  | 8  | 7  | 8  | 6  | 6  | 6  | 7  | 7  | 7  | 7  | 7  | 8  | 7  | 7  | 7  | 8  | 8  | 8  | 8  | 8  | 9  | 8  | 10 | 8  | 9  | 8  | 9  |
| Somozas          | 6  | 10 | 14 | 16 | 17 | 19 | 19 | 18 | 16 | 18 | 18 | 18 | 17 | 17 | 17 | 17 | 17 | 17 | 16 | 16 | 16 | 15 | 13 | 14 | 16 | 14 | 10 | 11 | 10 | 11 | 10 | 10 | 9  | 8  | 9  | 10 | 11 | 10 |
| Sporting "B"     | 18 | 19 | 19 | 20 | 20 | 20 | 20 | 20 | 18 | 17 | 14 | 15 | 16 | 16 | 16 | 16 | 16 | 16 | 17 | 17 | 17 | 17 | 19 | 19 | 18 | 19 | 17 | 19 | 17 | 16 | 14 | 12 | 11 | 11 | 11 | 11 | 10 | 11 |
| Burgos           | 19 | 11 | 13 | 10 | 12 | 13 | 16 | 15 | 15 | 16 | 17 | 17 | 15 | 14 | 12 | 14 | 13 | 14 | 14 | 13 | 14 | 14 | 15 | 13 | 13 | 13 | 14 | 10 | 12 | 14 | 12 | 11 | 12 | 12 | 14 | 13 | 13 | 12 |
| Celta "B"        | 2  | 1  | 1  | 5  | 4  | 5  | 4  | 4  | 6  | 7  | 9  | 9  | 12 | 11 | 14 | 13 | 14 | 12 | 10 | 10 | 10 | 12 | 12 | 10 | 12 | 12 | 13 | 15 | 15 | 12 | 17 | 13 | 14 | 13 | 12 | 12 | 12 | 13 |
| Astorga          | 5  | 5  | 8  | 6  | 7  | 8  | 9  | 12 | 11 | 13 | 15 | 11 | 14 | 15 | 15 | 15 | 15 | 15 | 15 | 15 | 15 | 16 | 16 | 16 | 14 | 15 | 16 | 14 | 11 | 10 | 11 | 14 | 15 | 15 | 15 | 18 | 15 | 14 |
| Lealtad          | 20 | 17 | 18 | 13 | 14 | 14 | 17 | 17 | 19 | 19 | 19 | 19 | 19 | 19 | 19 | 19 | 19 | 18 | 19 | 19 | 18 | 18 | 17 | 17 | 19 | 18 | 19 | 18 | 18 | 18 | 18 | 18 | 18 | 18 | 16 | 15 | 16 | 15 |
| Avilés           | 16 | 16 | 9  | 12 | 9  | 11 | 10 | 9  | 12 | 12 | 12 | 12 | 10 | 10 | 8  | 8  | 7  | 5  | 6  | 6  | 8  | 8  | 9  | 12 | 10 | 11 | 12 | 13 | 14 | 15 | 13 | 15 | 13 | 14 | 13 | 14 | 14 | 16 |
| Langreo          | 11 | 18 | 10 | 14 | 15 | 18 | 15 | 14 | 10 | 9  | 7  | 5  | 6  | 7  | 9  | 11 | 12 | 13 | 13 | 14 | 12 | 10 | 11 | 9  | 11 | 10 | 11 | 12 | 13 | 13 | 16 | 17 | 17 | 16 | 17 | 16 | 17 | 17 |
| Zamora           | 14 | 20 | 20 | 15 | 18 | 17 | 14 | 16 | 17 | 15 | 13 | 10 | 13 | 13 | 10 | 9  | 10 | 9  | 12 | 12 | 13 | 13 | 14 | 15 | 15 | 16 | 15 | 16 | 16 | 17 | 15 | 16 | 16 | 17 | 18 | 17 | 18 | 18 |
| Tropezón         | 8  | 14 | 17 | 19 | 19 | 15 | 11 | 10 | 13 | 14 | 16 | 16 | 18 | 18 | 18 | 18 | 18 | 19 | 18 | 18 | 19 | 19 | 18 | 18 | 17 | 17 | 18 | 17 | 19 | 19 | 19 | 19 | 19 | 19 | 19 | 19 | 19 | 19 |
| Marino           | 9  | 13 | 16 | 18 | 16 | 16 | 18 | 19 | 20 | 20 | 20 | 20 | 20 | 20 | 20 | 20 | 20 | 20 | 20 | 20 | 20 | 20 | 20 | 20 | 20 | 20 | 20 | 20 | 20 | 20 | 20 | 20 | 20 | 20 | 20 | 20 | 20 | 20 |

#### Resultados
| Local \ Visitante      | Ast | Avi | Bur | Cel | Com | Cor | Cul | Gui | Lan | Lea | Log | MaL | Mur | Ovi | RFe | Som | Spo | Tro | Val | Zam |
| ---------------------- | --- | --- | --- | --- | --- | --- | --- | --- | --- | --- | --- | --- | --- | --- | --- | --- | --- | --- | --- | --- |
| Atlético Astorga CF    | —   | 2–3 | 0–0 | 0–0 | 4–1 | 3–1 | 2–2 | 2–1 | 1–2 | 6–2 | 1–0 | 2–2 | 0–2 | 0–1 | 2–2 | 0–2 | 1–1 | 3–0 | 2–1 | 0–4 |
| Real Avilés CF         | 3–1 | —   | 2–1 | 2–1 | 0–1 | 0–1 | 0–0 | 1–1 | 2–1 | 1–0 | 0–1 | 2–1 | 1–0 | 0–0 | 1–3 | 0–1 | 1–1 | 1–3 | 1–1 | 3–1 |
| Burgos CF              | 0–1 | 3–0 | —   | 2–0 | 2–0 | 2–3 | 1–3 | 0–2 | 1–0 | 0–0 | 1–2 | 2–1 | 0–2 | 0–2 | 1–2 | 1–0 | 3–2 | 0–0 | 3–0 | 2–1 |
| RC Celta de Vigo "B"   | 0–2 | 2–0 | 1–1 | —   | 0–1 | 3–0 | 2–1 | 2–2 | 5–0 | 1–1 | 4–2 | 2–0 | 0–2 | 1–4 | 2–3 | 0–0 | 0–3 | 1–2 | 2–0 | 4–1 |
| SD Compostela          | 2–0 | 3–1 | 2–0 | 1–2 | —   | 1–1 | 0–2 | 0–1 | 2–0 | 2–1 | 0–1 | 2–0 | 1–1 | 1–1 | 0–3 | 1–0 | 1–0 | 4–2 | 2–1 | 4–1 |
| Coruxo FC              | 1–1 | 2–0 | 1–1 | 0–2 | 0–0 | —   | 1–1 | 1–1 | 2–1 | 2–1 | 0–1 | 1–1 | 0–1 | 3–2 | 1–1 | 0–0 | 2–2 | 3–2 | 2–1 | 0–3 |
| Cultural Leonesa       | 0–1 | 2–0 | 0–0 | 2–0 | 1–0 | 1–1 | —   | 1–2 | 4–1 | 2–2 | 1–1 | 1–0 | 1–0 | 1–3 | 2–1 | 2–2 | 4–0 | 1–1 | 3–2 | 1–0 |
| CD Guijuelo            | 4–0 | 3–1 | 0–0 | 2–0 | 0–1 | 3–2 | 4–0 | —   | 3–0 | 1–2 | 1–1 | 1–0 | 2–0 | 1–5 | 3–1 | 2–0 | 1–1 | 2–1 | 1–1 | 1–0 |
| UP Langreo             | 1–1 | 1–1 | 1–1 | 1–0 | 1–1 | 2–1 | 0–1 | 3–2 | —   | 0–1 | 1–0 | 1–0 | 0–2 | 2–1 | 0–0 | 1–1 | 0–1 | 0–1 | 1–1 | 1–0 |
| CD Lealtad             | 1–1 | 1–0 | 1–2 | 0–2 | 3–2 | 1–1 | 1–1 | 1–1 | 3–1 | —   | 1–0 | 1–0 | 0–2 | 0–1 | 1–0 | 2–2 | 1–0 | 1–2 | 3–0 | 1–0 |
| UD Logroñés            | 0–0 | 1–0 | 1–0 | 1–2 | 3–3 | 0–1 | 2–0 | 2–2 | 1–1 | 2–1 | —   | 1–0 | 1–0 | 1–1 | 2–1 | 3–2 | 2–0 | 4–1 | 2–2 | 3–1 |
| Club Marino de Luanco  | 2–2 | 0–0 | 1–2 | 2–2 | 0–1 | 1–0 | 3–0 | 1–2 | 1–4 | 1–1 | 0–1 | —   | 0–1 | 0–3 | 1–1 | 1–0 | 1–2 | 1–0 | 0–3 | 0–0 |
| Real Murcia CF         | 1–0 | 3–0 | 1–1 | 0–1 | 1–1 | 0–1 | 0–0 | 1–1 | 2–1 | 1–0 | 0–1 | 2–1 | —   | 0–0 | 1–0 | 2–1 | 2–1 | 3–0 | 2–1 | 2–0 |
| Real Oviedo            | 2–0 | 1–0 | 3–1 | 5–1 | 1–0 | 2–0 | 1–1 | 4–0 | 0–0 | 4–0 | 1–0 | 2–0 | 4–1 | —   | 0–0 | 2–1 | 3–1 | 1–2 | 4–1 | 0–1 |
| Racing de Ferrol       | 4–2 | 2–1 | 3–1 | 4–0 | 0–0 | 2–0 | 3–2 | 2–1 | 1–0 | 2–1 | 1–0 | 3–2 | 1–2 | 4–1 | —   | 1–2 | 3–1 | 3–0 | 4–3 | 1–2 |
| UD Somozas             | 2–1 | 1–0 | 1–0 | 2–1 | 0–0 | 0–1 | 0–3 | 2–0 | 0–2 | 1–1 | 0–1 | 2–0 | 2–1 | 2–3 | 0–0 | —   | 5–3 | 1–1 | 1–2 | 1–0 |
| Sporting de Gijón "B"  | 2–2 | 1–3 | 0–0 | 5–0 | 3–0 | 1–3 | 3–3 | 1–0 | 1–1 | 1–0 | 2–1 | 2–0 | 1–0 | 0–0 | 2–1 | 2–3 | —   | 1–0 | 0–0 | 2–0 |
| CD Tropezón            | 1–1 | 1–2 | 0–1 | 3–1 | 0–0 | 1–3 | 1–1 | 3–0 | 0–3 | 1–1 | 3–1 | 1–0 | 1–4 | 0–2 | 1–2 | 0–2 | 0–0 | —   | 0–1 | 1–2 |
| Real Valladolid CF "B" | 3–3 | 1–2 | 0–1 | 1–0 | 2–3 | 2–2 | 2–0 | 3–1 | 3–2 | 1–0 | 1–1 | 1–0 | 0–1 | 4–3 | 0–0 | 1–0 | 1–0 | 2–2 | —   | 4–0 |
| Zamora CF              | 0–0 | 4–1 | 1–0 | 0–2 | 0–1 | 0–0 | 0–1 | 2–3 | 1–0 | 2–0 | 1–2 | 2–2 | 0–1 | 1–4 | 0–0 | 2–2 | 2–0 | 3–0 | 0–1 | —   |

#### Máximos goleadores
| Pos. | Jugador        | Equipo               | Goles |
| ---- | -------------- | -------------------- | ----- |
| 1.º  | Miguel Linares | Real Oviedo          | 28    |
| 2.º  | Isaac Aketxe   | Cultural Leonesa     | 20    |
| 3.º  | Borja Iglesias | RC Celta de Vigo "B" | 17    |

### Grupo II

#### Clasificación
| Pos. | Equipo                             | Pts. | PJ | G  | E  | P  | GF | GC | Dif. | Clasificación                                   |
| ---- | ---------------------------------- | ---- | -- | -- | -- | -- | -- | -- | ---- | ----------------------------------------------- |
| 1    | S. D. Huesca (A)                   | 69   | 38 | 20 | 9  | 9  | 61 | 30 | +31  | Acceso a Promoción de ascenso para campeones    |
| 2    | Bilbao Athletic (A)                | 66   | 38 | 18 | 12 | 8  | 65 | 30 | +35  | Acceso a Promoción de ascenso para no campeones |
| 3    | C. D. Guadalajara                  | 61   | 38 | 16 | 13 | 9  | 40 | 43 | −3   | Acceso a Promoción de ascenso para no campeones |
| 4    | Real Unión Club                    | 60   | 38 | 17 | 9  | 12 | 48 | 38 | +10  | Acceso a Promoción de ascenso para no campeones |
| 5    | C. D. Tudelano                     | 58   | 38 | 16 | 10 | 12 | 42 | 31 | +11  |                                                 |
| 6    | Real Madrid Castilla C. F.         | 58   | 38 | 16 | 10 | 12 | 59 | 40 | +19  |                                                 |
| 7    | Barakaldo C. F.                    | 58   | 38 | 16 | 10 | 12 | 50 | 43 | +7   |                                                 |
| 8    | U. D. Socuéllamos                  | 58   | 38 | 17 | 7  | 14 | 45 | 45 | 0    |                                                 |
| 9    | C. D. Toledo                       | 57   | 38 | 16 | 9  | 13 | 47 | 54 | −7   |                                                 |
| 10   | S. D. Amorebieta                   | 52   | 38 | 14 | 10 | 14 | 59 | 54 | +5   |                                                 |
| 11   | Getafe C. F. "B"                   | 51   | 38 | 14 | 9  | 15 | 50 | 51 | −1   |                                                 |
| 12   | C. F. Fuenlabrada                  | 51   | 38 | 14 | 9  | 15 | 43 | 54 | −11  |                                                 |
| 13   | Sestao River                       | 50   | 38 | 13 | 11 | 14 | 46 | 51 | −5   |                                                 |
| 14   | Real Sociedad "B"                  | 48   | 38 | 12 | 12 | 14 | 51 | 56 | −5   |                                                 |
| 15   | S. D. Leioa                        | 48   | 38 | 14 | 6  | 18 | 42 | 60 | −18  |                                                 |
| 16   | U. D. Las Palmas Atlético (D)      | 47   | 38 | 13 | 8  | 17 | 58 | 60 | −2   | Acceso a Promoción de permanencia               |
| 17   | Rayo Vallecano "B" (D)             | 43   | 38 | 10 | 13 | 15 | 43 | 60 | −17  | Descenso a Tercera División                     |
| 18   | Atlético de Madrid "B" (D)         | 41   | 38 | 12 | 5  | 21 | 52 | 62 | −10  | Descenso a Tercera División                     |
| 19   | C. F. Trival Valderas Alcorcón (D) | 37   | 38 | 8  | 13 | 17 | 42 | 71 | −29  | Descenso a Tercera División                     |
| 20   | U. B. Conquense (D)                | 30   | 38 | 7  | 9  | 22 | 48 | 67 | −19  | Descenso a Tercera División                     |

 Fuente: BDFutbol
Criterios de clasificación: Puntos · Enfrentamientos directos · Diferencia de goles · Goles a favor · Play-off

#### Evolución de la clasificación
| Equipo / Jornada | 1  | 2  | 3  | 4  | 5  | 6  | 7  | 8  | 9  | 10 | 11 | 12 | 13 | 14 | 15 | 16 | 17 | 18 | 19 | 20 | 21 | 22 | 23 | 24 | 25 | 26 | 27 | 28 | 29 | 30 | 31 | 32 | 33 | 34 | 35 | 36 | 37 | 38 |
| Equipo / Jornada |    |    |    |    |    |    |    |    |    |    |    |    |    |    |    |    |    |    |    |    |    |    |    |    |    |    |    |    |    |    |    |    |    |    |    |    |    |    |
| ---------------- | -- | -- | -- | -- | -- | -- | -- | -- | -- | -- | -- | -- | -- | -- | -- | -- | -- | -- | -- | -- | -- | -- | -- | -- | -- | -- | -- | -- | -- | -- | -- | -- | -- | -- | -- | -- | -- | -- |
| Huesca           | 4  | 11 | 11 | 15 | 10 | 6  | 7  | 11 | 6  | 11 | 5  | 3  | 1  | 1  | 1  | 1  | 1  | 1  | 1  | 1  | 1  | 3  | 2  | 3  | 2  | 5  | 3  | 5  | 1  | 1  | 1  | 1  | 1  | 1  | 1  | 1  | 1  | 1  |
| Bilbao Ath.      | 1  | 8  | 5  | 7  | 4  | 9  | 4  | 8  | 4  | 5  | 7  | 10 | 8  | 5  | 3  | 2  | 3  | 4  | 4  | 6  | 6  | 5  | 4  | 4  | 4  | 4  | 1  | 3  | 6  | 5  | 4  | 4  | 3  | 3  | 2  | 2  | 2  | 2  |
| Guadalajara      | 2  | 1  | 1  | 2  | 2  | 3  | 3  | 7  | 10 | 9  | 3  | 1  | 4  | 2  | 4  | 4  | 7  | 7  | 5  | 4  | 4  | 4  | 5  | 6  | 5  | 3  | 4  | 1  | 3  | 3  | 3  | 3  | 4  | 5  | 6  | 4  | 4  | 3  |
| Real Unión       | 13 | 15 | 19 | 16 | 16 | 12 | 15 | 18 | 18 | 18 | 16 | 14 | 15 | 12 | 8  | 5  | 5  | 2  | 2  | 2  | 3  | 2  | 3  | 1  | 3  | 2  | 5  | 6  | 2  | 2  | 2  | 2  | 2  | 2  | 3  | 3  | 3  | 4  |
| Tudelano         | 15 | 9  | 13 | 8  | 12 | 14 | 11 | 9  | 11 | 13 | 14 | 16 | 14 | 13 | 11 | 8  | 8  | 11 | 13 | 10 | 11 | 13 | 10 | 12 | 10 | 11 | 14 | 11 | 11 | 10 | 10 | 9  | 9  | 10 | 10 | 8  | 7  | 5  |
| RM Castilla      | 14 | 18 | 20 | 18 | 19 | 20 | 18 | 15 | 15 | 14 | 8  | 11 | 9  | 8  | 13 | 9  | 6  | 5  | 3  | 3  | 2  | 1  | 1  | 2  | 1  | 1  | 2  | 4  | 7  | 7  | 6  | 6  | 5  | 6  | 7  | 7  | 9  | 6  |
| Barakaldo        | 6  | 2  | 4  | 1  | 1  | 1  | 1  | 1  | 1  | 4  | 4  | 8  | 6  | 3  | 2  | 3  | 2  | 3  | 6  | 5  | 5  | 6  | 8  | 7  | 6  | 6  | 6  | 2  | 4  | 6  | 7  | 7  | 8  | 7  | 4  | 6  | 5  | 7  |
| Socuéllamos      | 12 | 13 | 17 | 12 | 15 | 18 | 20 | 19 | 19 | 19 | 19 | 15 | 17 | 18 | 17 | 16 | 16 | 14 | 11 | 12 | 14 | 10 | 12 | 10 | 11 | 10 | 10 | 10 | 9  | 8  | 8  | 8  | 7  | 8  | 8  | 9  | 8  | 8  |
| Toledo           | 8  | 3  | 6  | 9  | 9  | 11 | 12 | 10 | 12 | 8  | 10 | 6  | 2  | 7  | 9  | 6  | 4  | 6  | 8  | 8  | 7  | 7  | 7  | 8  | 8  | 8  | 8  | 7  | 5  | 4  | 5  | 5  | 6  | 4  | 5  | 5  | 6  | 9  |
| Amorebieta       | 20 | 12 | 12 | 17 | 11 | 7  | 8  | 12 | 8  | 7  | 12 | 7  | 12 | 14 | 12 | 13 | 10 | 12 | 14 | 14 | 15 | 14 | 11 | 13 | 12 | 12 | 11 | 13 | 14 | 15 | 14 | 15 | 14 | 15 | 15 | 14 | 12 | 10 |
| Getafe B         | 11 | 5  | 2  | 5  | 6  | 4  | 2  | 4  | 7  | 6  | 9  | 5  | 11 | 6  | 7  | 10 | 11 | 8  | 7  | 7  | 8  | 8  | 6  | 5  | 7  | 7  | 7  | 9  | 8  | 9  | 9  | 10 | 10 | 9  | 9  | 10 | 10 | 11 |
| Fuenlabrada      | 7  | 7  | 3  | 4  | 8  | 5  | 9  | 5  | 2  | 3  | 6  | 12 | 13 | 15 | 15 | 15 | 15 | 13 | 9  | 11 | 9  | 11 | 13 | 14 | 15 | 14 | 12 | 15 | 12 | 14 | 11 | 11 | 11 | 12 | 12 | 11 | 11 | 12 |
| Sestao           | 5  | 6  | 7  | 3  | 7  | 10 | 6  | 3  | 5  | 2  | 1  | 2  | 5  | 10 | 10 | 12 | 12 | 9  | 10 | 13 | 13 | 9  | 9  | 9  | 9  | 9  | 9  | 8  | 10 | 11 | 12 | 12 | 12 | 11 | 11 | 12 | 13 | 13 |
| R Sociedad B     | 10 | 17 | 9  | 14 | 17 | 13 | 14 | 17 | 14 | 10 | 11 | 13 | 10 | 11 | 6  | 11 | 13 | 15 | 15 | 15 | 12 | 15 | 15 | 11 | 13 | 13 | 16 | 14 | 15 | 13 | 15 | 13 | 13 | 13 | 13 | 13 | 14 | 14 |
| Leioa            | 16 | 10 | 16 | 11 | 13 | 16 | 13 | 16 | 13 | 17 | 13 | 9  | 7  | 4  | 5  | 7  | 9  | 10 | 12 | 9  | 10 | 12 | 14 | 15 | 16 | 17 | 15 | 12 | 13 | 12 | 13 | 14 | 15 | 14 | 14 | 15 | 15 | 15 |
| Las Palmas Atl.  | 19 | 19 | 14 | 10 | 5  | 2  | 5  | 2  | 3  | 1  | 2  | 4  | 3  | 9  | 14 | 14 | 14 | 16 | 16 | 16 | 16 | 16 | 16 | 16 | 17 | 16 | 17 | 17 | 18 | 18 | 18 | 17 | 19 | 16 | 16 | 16 | 16 | 16 |
| Rayo V. B        | 17 | 16 | 18 | 20 | 20 | 15 | 16 | 13 | 16 | 15 | 17 | 18 | 18 | 16 | 16 | 18 | 17 | 17 | 17 | 17 | 18 | 18 | 18 | 18 | 18 | 18 | 19 | 19 | 19 | 19 | 19 | 19 | 17 | 18 | 17 | 17 | 17 | 17 |
| At Madrid B      | 3  | 4  | 10 | 6  | 3  | 8  | 10 | 6  | 9  | 12 | 15 | 17 | 16 | 17 | 19 | 17 | 18 | 18 | 19 | 19 | 17 | 17 | 17 | 17 | 14 | 15 | 13 | 16 | 16 | 16 | 16 | 16 | 16 | 17 | 19 | 18 | 18 | 18 |
| Valderas         | 18 | 20 | 15 | 19 | 18 | 19 | 19 | 20 | 20 | 20 | 20 | 20 | 20 | 20 | 20 | 20 | 20 | 20 | 20 | 20 | 20 | 20 | 20 | 20 | 20 | 19 | 18 | 18 | 17 | 17 | 17 | 18 | 18 | 19 | 18 | 19 | 19 | 19 |
| Conquense        | 9  | 14 | 8  | 13 | 14 | 17 | 17 | 14 | 17 | 16 | 18 | 19 | 19 | 19 | 18 | 19 | 19 | 19 | 18 | 18 | 19 | 19 | 19 | 19 | 19 | 20 | 20 | 20 | 20 | 20 | 20 | 20 | 20 | 20 | 20 | 20 | 20 | 20 |

#### Resultados
| Local \ Visitante           | Amo | AtM | Bar | Bil | Con | Fue | Get | Gua | Hue | LPA | Lei | Ray | RMC | RUn | RSo | Ses | Soc | Tol | TVa | Tud |
| --------------------------- | --- | --- | --- | --- | --- | --- | --- | --- | --- | --- | --- | --- | --- | --- | --- | --- | --- | --- | --- | --- |
| SD Amorebieta               | —   | 3–2 | 0–0 | 1–1 | 1–0 | 6–1 | 2–0 | 1–1 | 2–1 | 3–2 | 2–1 | 1–1 | 1–1 | 0–1 | 2–3 | 3–1 | 3–1 | 6–1 | 1–2 | 2–2 |
| Atlético de Madrid "B"      | 3–0 | —   | 1–0 | 0–3 | 2–1 | 2–3 | 1–2 | 2–2 | 0–1 | 0–1 | 1–1 | 3–0 | 2–1 | 2–0 | 3–0 | 0–1 | 1–2 | 1–2 | 1–2 | 1–0 |
| Barakaldo CF                | 1–1 | 2–1 | —   | 1–0 | 1–1 | 0–2 | 2–2 | 1–0 | 1–0 | 1–1 | 4–2 | 5–0 | 0–1 | 0–3 | 1–1 | 1–0 | 3–1 | 2–0 | 3–0 | 2–0 |
| Bilbao Athletic             | 4–0 | 6–1 | 1–1 | —   | 2–0 | 2–2 | 3–0 | 2–0 | 0–0 | 3–0 | 5–1 | 1–0 | 1–0 | 1–2 | 3–2 | 1–2 | 2–1 | 5–0 | 4–1 | 1–0 |
| UB Conquense                | 1–0 | 0–1 | 8–1 | 1–0 | —   | 1–2 | 0–2 | 3–4 | 0–0 | 2–4 | 0–1 | 3–5 | 0–2 | 3–1 | 3–3 | 1–0 | 0–1 | 0–1 | 0–1 | 1–1 |
| CF Fuenlabrada              | 3–0 | 1–1 | 1–1 | 1–0 | 1–1 | —   | 4–2 | 1–3 | 0–3 | 1–4 | 1–0 | 0–1 | 1–0 | 1–0 | 2–0 | 3–0 | 2–1 | 2–0 | 2–2 | 0–1 |
| Getafe CF "B"               | 0–1 | 3–1 | 1–0 | 0–0 | 2–2 | 3–0 | —   | 1–0 | 0–3 | 4–3 | 1–2 | 2–0 | 0–1 | 1–0 | 0–1 | 1–1 | 2–2 | 1–1 | 2–1 | 0–1 |
| CD Guadalajara              | 2–1 | 2–1 | 0–4 | 0–0 | 1–0 | 2–1 | 1–1 | —   | 3–1 | 3–1 | 2–2 | 1–1 | 0–0 | 0–0 | 1–0 | 2–1 | 2–1 | 0–1 | 3–1 | 1–0 |
| SD Huesca                   | 0–0 | 3–2 | 2–1 | 2–2 | 3–1 | 0–0 | 2–0 | 0–0 | —   | 4–0 | 4–1 | 2–0 | 2–0 | 2–1 | 1–0 | 0–0 | 2–0 | 3–0 | 6–1 | 1–0 |
| Las Palmas Atlético         | 2–1 | 1–0 | 2–3 | 3–3 | 0–1 | 2–0 | 3–2 | 0–2 | 1–2 | —   | 2–0 | 0–0 | 2–2 | 0–1 | 0–0 | 4–2 | 0–1 | 0–1 | 3–0 | 3–0 |
| SD Leioa                    | 3–2 | 1–3 | 0–1 | 0–1 | 1–0 | 2–1 | 1–2 | 2–1 | 0–2 | 0–0 | —   | 5–4 | 1–0 | 1–0 | 0–2 | 0–3 | 2–0 | 2–4 | 2–0 | 0–2 |
| Rayo Vallecano "B"          | 2–2 | 2–2 | 1–0 | 2–1 | 2–1 | 0–0 | 1–4 | 0–2 | 1–2 | 1–1 | 1–2 | —   | 2–1 | 2–0 | 1–1 | 1–1 | 1–0 | 1–1 | 1–1 | 1–4 |
| Real Madrid Castilla CF     | 0–3 | 4–2 | 4–0 | 2–2 | 2–1 | 3–0 | 1–2 | 1–1 | 1–0 | 1–1 | 4–1 | 4–1 | —   | 0–1 | 3–1 | 2–2 | 0–2 | 4–1 | 3–1 | 1–1 |
| Real Unión Club             | 2–0 | 2–0 | 1–0 | 1–1 | 4–0 | 1–2 | 0–0 | 2–1 | 1–1 | 1–2 | 1–0 | 3–2 | 3–2 | —   | 4–0 | 2–2 | 1–0 | 1–0 | 1–1 | 0–1 |
| Real Sociedad "B"           | 1–0 | 1–2 | 0–2 | 1–1 | 3–3 | 3–0 | 3–2 | 4–0 | 3–2 | 0–3 | 1–1 | 0–1 | 1–0 | 3–0 | —   | 1–1 | 1–2 | 1–1 | 3–1 | 2–1 |
| Sestao River Club           | 0–2 | 2–1 | 1–1 | 0–2 | 2–2 | 2–0 | 1–0 | 2–1 | 2–1 | 3–2 | 1–2 | 0–2 | 0–2 | 2–2 | 3–2 | —   | 1–0 | 0–0 | 3–1 | 2–1 |
| UD Socuéllamos              | 1–0 | 3–2 | 0–3 | 1–0 | 2–1 | 1–1 | 1–1 | 2–2 | 3–2 | 2–1 | 1–0 | 1–0 | 0–0 | 1–0 | 1–1 | 1–1 | —   | 4–0 | 2–0 | 0–2 |
| CD Toledo                   | 3–1 | 2–0 | 3–2 | 0–1 | 2–3 | 2–0 | 2–1 | 1–1 | 1–0 | 2–1 | 0–0 | 1–0 | 0–1 | 2–2 | 1–1 | 1–0 | 1–2 | —   | 4–2 | 1–1 |
| CF Trival Valderas Alcorcón | 2–3 | 1–1 | 0–1 | 0–0 | 2–2 | 2–1 | 3–2 | 0–1 | 1–1 | 3–3 | 1–1 | 2–2 | 0–0 | 2–2 | 1–1 | 1–0 | 1–0 | 1–4 | —   | 1–0 |
| CD Tudelano                 | 2–2 | 1–3 | 1–0 | 1–0 | 4–1 | 0–0 | 0–1 | 1–1 | 1–0 | 1–0 | 0–1 | 0–0 | 1–1 | 0–1 | 3–0 | 2–1 | 3–1 | 1–0 | 2–0 | —   |

#### Máximos goleadores
| Pos. | Jugador                  | Equipo            | Goles |
| ---- | ------------------------ | ----------------- | ----- |
| 1.º  | Rufino Segovia del Burgo | CD Toledo         | 18    |
| 2.º  | Jorge Galán Anaut        | Real Unión Club   | 17    |
| 3.º  | Jito                     | Sestao River Club | 15    |

### Grupo III

#### Clasificación
| Pos. | Equipo                     | Pts. | PJ | G  | E  | P  | GF | GC | Dif. | Clasificación                                   |
| ---- | -------------------------- | ---- | -- | -- | -- | -- | -- | -- | ---- | ----------------------------------------------- |
| 1    | Gimnàstic de Tarragona (A) | 73   | 38 | 21 | 10 | 7  | 51 | 30 | +21  | Acceso a Promoción de ascenso para campeones    |
| 2    | Huracán Valencia C. F.     | 65   | 38 | 17 | 14 | 7  | 46 | 30 | +16  | Acceso a Promoción de ascenso para no campeones |
| 3    | C. F. Reus Deportiu        | 63   | 38 | 19 | 6  | 13 | 44 | 33 | +11  | Acceso a Promoción de ascenso para no campeones |
| 4    | Hércules C. F.             | 63   | 38 | 18 | 9  | 11 | 41 | 29 | +12  | Acceso a Promoción de ascenso para no campeones |
| 5    | Lleida Esportiu            | 61   | 38 | 18 | 7  | 13 | 45 | 34 | +11  |                                                 |
| 6    | C. D. Alcoyano             | 59   | 38 | 16 | 11 | 11 | 37 | 40 | −3   |                                                 |
| 7    | C. F. Badalona             | 56   | 38 | 15 | 11 | 12 | 37 | 37 | 0    |                                                 |
| 8    | C. D. Olímpic de Xàtiva    | 55   | 38 | 16 | 7  | 15 | 38 | 37 | +1   |                                                 |
| 9    | C. E. L'Hospitalet         | 54   | 38 | 15 | 9  | 14 | 41 | 36 | +5   |                                                 |
| 10   | Villarreal C. F. "B"       | 53   | 38 | 14 | 11 | 13 | 51 | 45 | +6   |                                                 |
| 11   | R. C. D. Espanyol "B"      | 53   | 38 | 14 | 11 | 13 | 50 | 42 | +8   |                                                 |
| 12   | C. D. Atlético Baleares    | 49   | 38 | 13 | 10 | 15 | 48 | 45 | +3   |                                                 |
| 13   | U. E. Olot                 | 48   | 38 | 12 | 12 | 14 | 37 | 38 | −1   |                                                 |
| 14   | Valencia C. F. Mestalla    | 48   | 38 | 13 | 9  | 16 | 43 | 41 | +2   |                                                 |
| 15   | U. E. Cornellà             | 45   | 38 | 11 | 12 | 15 | 41 | 50 | −9   |                                                 |
| 16   | C. D. Eldense              | 45   | 38 | 12 | 9  | 17 | 45 | 49 | −4   | Acceso a Promoción de permanencia               |
| 17   | R. C. D. Mallorca "B" (D)  | 44   | 38 | 11 | 11 | 16 | 40 | 58 | −18  | Descenso a Tercera División                     |
| 18   | U. E. Sant Andreu (D)      | 39   | 38 | 10 | 9  | 19 | 37 | 48 | −11  | Descenso a Tercera División                     |
| 19   | Elche Ilicitano C. F. (D)  | 35   | 38 | 8  | 11 | 19 | 38 | 60 | −22  | Descenso a Tercera División                     |
| 20   | Real Zaragoza "B" (D)      | 34   | 38 | 9  | 7  | 22 | 39 | 67 | −28  | Descenso a Tercera División                     |

 Fuente: BDFutbol
Criterios de clasificación: Puntos · Enfrentamientos directos · Diferencia de goles · Goles a favor · Play-off

#### Evolución de la clasificación
| Equipo / Jornada | 1  | 2  | 3  | 4  | 5  | 6  | 7  | 8  | 9  | 10 | 11 | 12 | 13 | 14 | 15 | 16 | 17 | 18 | 19 | 20 | 21 | 22 | 23 | 24 | 25 | 26 | 27 | 28 | 29 | 30 | 31 | 32 | 33 | 34 | 35 | 36 | 37 | 38 |
| Equipo / Jornada |    |    |    |    |    |    |    |    |    |    |    |    |    |    |    |    |    |    |    |    |    |    |    |    |    |    |    |    |    |    |    |    |    |    |    |    |    |    |
| ---------------- | -- | -- | -- | -- | -- | -- | -- | -- | -- | -- | -- | -- | -- | -- | -- | -- | -- | -- | -- | -- | -- | -- | -- | -- | -- | -- | -- | -- | -- | -- | -- | -- | -- | -- | -- | -- | -- | -- |
| Gimnàstic        | 19 | 13 | 12 | 8  | 6  | 6  | 3  | 6  | 4  | 2  | 2  | 3  | 4  | 5  | 3  | 5  | 3  | 3  | 1  | 1  | 1  | 1  | 1  | 1  | 1  | 1  | 1  | 1  | 1  | 1  | 1  | 1  | 1  | 1  | 1  | 1  | 1  | 1  |
| Huracán          | 1  | 4  | 7  | 9  | 10 | 10 | 8  | 7  | 7  | 8  | 9  | 8  | 9  | 10 | 10 | 6  | 4  | 5  | 6  | 5  | 2  | 3  | 2  | 3  | 3  | 3  | 3  | 3  | 3  | 3  | 2  | 2  | 2  | 2  | 2  | 2  | 2  | 2  |
| Reus             | 10 | 3  | 13 | 5  | 3  | 4  | 6  | 5  | 6  | 9  | 7  | 5  | 1  | 1  | 1  | 4  | 5  | 7  | 8  | 9  | 10 | 8  | 9  | 8  | 6  | 5  | 4  | 4  | 5  | 5  | 5  | 5  | 5  | 5  | 5  | 3  | 5  | 3  |
| Hércules         | 16 | 15 | 10 | 6  | 5  | 5  | 2  | 3  | 2  | 3  | 3  | 7  | 3  | 3  | 2  | 1  | 1  | 1  | 2  | 2  | 3  | 4  | 4  | 4  | 5  | 4  | 6  | 5  | 4  | 4  | 4  | 4  | 3  | 4  | 3  | 4  | 3  | 4  |
| Lleida           | 9  | 6  | 11 | 3  | 1  | 2  | 5  | 2  | 1  | 1  | 1  | 2  | 6  | 4  | 6  | 3  | 6  | 8  | 4  | 3  | 4  | 2  | 3  | 2  | 2  | 2  | 2  | 2  | 2  | 2  | 3  | 3  | 4  | 3  | 4  | 5  | 4  | 5  |
| Alcoyano         | 15 | 7  | 14 | 16 | 18 | 9  | 15 | 16 | 19 | 15 | 11 | 10 | 8  | 8  | 8  | 9  | 7  | 4  | 5  | 6  | 6  | 7  | 8  | 11 | 11 | 10 | 9  | 8  | 7  | 9  | 7  | 6  | 6  | 7  | 6  | 6  | 6  | 6  |
| Badalona         | 6  | 2  | 3  | 2  | 4  | 3  | 1  | 1  | 3  | 5  | 4  | 6  | 7  | 7  | 5  | 7  | 9  | 9  | 10 | 10 | 9  | 11 | 7  | 7  | 4  | 7  | 5  | 6  | 6  | 6  | 8  | 8  | 8  | 9  | 8  | 7  | 7  | 7  |
| Olímpic          | 20 | 16 | 20 | 15 | 17 | 19 | 14 | 15 | 15 | 19 | 17 | 17 | 19 | 16 | 18 | 14 | 15 | 14 | 16 | 17 | 16 | 14 | 12 | 13 | 14 | 12 | 13 | 14 | 14 | 14 | 13 | 9  | 10 | 10 | 10 | 9  | 11 | 8  |
| L'Hospitalet     | 17 | 20 | 18 | 12 | 7  | 7  | 13 | 17 | 11 | 11 | 13 | 15 | 11 | 14 | 13 | 11 | 11 | 11 | 9  | 7  | 7  | 5  | 5  | 5  | 7  | 9  | 8  | 7  | 8  | 7  | 6  | 7  | 7  | 6  | 7  | 10 | 8  | 9  |
| Villarreal B     | 11 | 18 | 16 | 20 | 19 | 20 | 20 | 19 | 17 | 17 | 14 | 16 | 14 | 9  | 9  | 10 | 8  | 6  | 7  | 8  | 8  | 9  | 11 | 10 | 10 | 8  | 7  | 9  | 9  | 8  | 9  | 10 | 11 | 11 | 11 | 11 | 10 | 10 |
| Espanyol B       | 8  | 5  | 1  | 1  | 2  | 1  | 4  | 4  | 5  | 4  | 5  | 1  | 2  | 2  | 4  | 2  | 2  | 2  | 3  | 4  | 5  | 6  | 6  | 6  | 8  | 6  | 10 | 10 | 10 | 10 | 12 | 12 | 9  | 8  | 9  | 8  | 9  | 11 |
| At.Baleares      | 14 | 14 | 15 | 17 | 13 | 14 | 17 | 20 | 20 | 20 | 20 | 20 | 18 | 19 | 16 | 18 | 17 | 15 | 15 | 15 | 18 | 16 | 16 | 15 | 15 | 13 | 14 | 15 | 15 | 15 | 15 | 14 | 14 | 12 | 12 | 13 | 12 | 12 |
| Olot             | 13 | 17 | 19 | 18 | 15 | 15 | 18 | 11 | 16 | 12 | 15 | 13 | 16 | 18 | 15 | 15 | 13 | 13 | 13 | 13 | 12 | 10 | 10 | 9  | 9  | 11 | 11 | 13 | 12 | 12 | 10 | 11 | 12 | 13 | 13 | 12 | 13 | 13 |
| Val.Mestalla     | 18 | 11 | 9  | 14 | 16 | 18 | 19 | 13 | 14 | 16 | 12 | 11 | 13 | 15 | 17 | 13 | 12 | 12 | 12 | 11 | 13 | 12 | 14 | 12 | 13 | 14 | 15 | 12 | 11 | 11 | 11 | 13 | 13 | 14 | 14 | 14 | 14 | 14 |
| Cornellà         | 12 | 19 | 17 | 19 | 20 | 8  | 7  | 10 | 10 | 7  | 8  | 9  | 10 | 12 | 12 | 16 | 16 | 18 | 18 | 18 | 17 | 18 | 18 | 17 | 18 | 17 | 18 | 16 | 17 | 17 | 16 | 16 | 15 | 16 | 16 | 16 | 16 | 15 |
| Eldense          | 3  | 10 | 4  | 11 | 12 | 12 | 16 | 18 | 13 | 14 | 18 | 18 | 17 | 17 | 19 | 19 | 20 | 17 | 17 | 16 | 15 | 15 | 15 | 16 | 17 | 18 | 16 | 17 | 16 | 16 | 17 | 17 | 17 | 17 | 17 | 17 | 17 | 16 |
| Mallorca B       | 4  | 8  | 6  | 7  | 9  | 13 | 10 | 9  | 8  | 6  | 6  | 4  | 5  | 6  | 7  | 8  | 10 | 10 | 11 | 12 | 11 | 13 | 13 | 14 | 12 | 15 | 12 | 11 | 13 | 13 | 14 | 15 | 16 | 15 | 15 | 15 | 15 | 17 |
| Sant Andreu      | 7  | 1  | 2  | 4  | 8  | 11 | 9  | 8  | 9  | 10 | 16 | 14 | 15 | 11 | 11 | 12 | 14 | 16 | 14 | 14 | 14 | 17 | 17 | 18 | 16 | 16 | 17 | 18 | 18 | 19 | 19 | 20 | 18 | 18 | 18 | 18 | 18 | 18 |
| Elche I.         | 2  | 9  | 8  | 13 | 14 | 17 | 12 | 14 | 12 | 13 | 10 | 12 | 12 | 13 | 14 | 17 | 18 | 19 | 19 | 20 | 20 | 20 | 20 | 20 | 20 | 20 | 20 | 20 | 20 | 20 | 20 | 19 | 20 | 19 | 19 | 20 | 20 | 19 |
| Zaragoza B       | 5  | 12 | 5  | 10 | 11 | 16 | 11 | 12 | 18 | 18 | 19 | 19 | 20 | 20 | 20 | 20 | 19 | 20 | 20 | 19 | 19 | 19 | 19 | 19 | 19 | 19 | 19 | 19 | 19 | 18 | 18 | 18 | 19 | 20 | 20 | 19 | 19 | 20 |

#### Resultados
| Local \ Visitante      | Alc | AtB | Bad | Cor | EIl | Eld | Esp | Gim | Her | Hur | LHo | Lle | Mal | Oli | Olo | Reu | SAn | Val | Vil | Zar |
| ---------------------- | --- | --- | --- | --- | --- | --- | --- | --- | --- | --- | --- | --- | --- | --- | --- | --- | --- | --- | --- | --- |
| CD Alcoyano            | —   | 1–1 | 1–0 | 1–0 | 1–0 | 0–0 | 1–1 | 1–0 | 1–0 | 0–0 | 0–0 | 3–2 | 2–1 | 0–0 | 1–0 | 1–0 | 1–2 | 2–1 | 0–3 | 1–1 |
| CD Atlético Baleares   | 1–2 | —   | 1–0 | 6–2 | 4–1 | 0–0 | 1–1 | 0–1 | 0–3 | 1–2 | 0–0 | 1–0 | 2–0 | 0–0 | 2–0 | 1–0 | 3–0 | 0–1 | 0–2 | 0–0 |
| CF Badalona            | 0–0 | 3–2 | —   | 1–1 | 1–0 | 2–0 | 2–0 | 0–1 | 2–0 | 0–0 | 1–0 | 1–1 | 0–0 | 1–0 | 0–4 | 1–2 | 1–0 | 0–0 | 0–0 | 1–0 |
| UE Cornellà            | 0–1 | 1–2 | 1–1 | —   | 2–1 | 1–1 | 1–3 | 2–2 | 1–2 | 0–1 | 2–0 | 1–0 | 3–0 | 3–1 | 0–0 | 2–0 | 0–0 | 1–0 | 0–0 | 2–1 |
| Elche Ilicitano CF     | 2–1 | 2–2 | 1–1 | 1–1 | —   | 1–2 | 2–1 | 0–2 | 0–2 | 0–2 | 2–1 | 2–0 | 0–0 | 1–2 | 0–0 | 2–1 | 3–1 | 0–0 | 2–4 | 2–1 |
| CD Eldense             | 3–1 | 1–0 | 3–0 | 0–1 | 0–0 | —   | 2–0 | 3–2 | 2–1 | 0–1 | 5–1 | 1–1 | 3–0 | 0–1 | 0–1 | 0–1 | 1–1 | 1–0 | 1–3 | 3–0 |
| RCD Espanyol "B"       | 1–2 | 4–2 | 3–0 | 3–2 | 0–0 | 1–1 | —   | 2–0 | 1–0 | 1–1 | 3–2 | 2–2 | 2–1 | 1–0 | 2–3 | 4–1 | 0–0 | 1–0 | 1–3 | 5–0 |
| Gimnàstic de Tarragona | 1–0 | 1–1 | 1–1 | 0–0 | 1–1 | 2–0 | 1–0 | —   | 0–0 | 2–1 | 0–0 | 1–0 | 3–0 | 2–0 | 1–0 | 1–0 | 0–1 | 3–1 | 3–2 | 2–2 |
| Hércules CF            | 0–2 | 3–0 | 0–0 | 2–1 | 2–1 | 1–1 | 0–0 | 0–3 | —   | 1–1 | 2–1 | 2–0 | 1–1 | 0–1 | 2–0 | 1–1 | 2–0 | 1–2 | 0–0 | 1–0 |
| Huracán Valencia CF    | 4–1 | 3–2 | 2–1 | 2–0 | 1–1 | 2–0 | 0–0 | 2–0 | 1–0 | —   | 1–1 | 0–2 | 1–1 | 1–3 | 1–0 | 1–0 | 1–1 | 2–2 | 4–0 | 2–1 |
| CE L'Hospitalet        | 3–0 | 0–1 | 1–0 | 2–0 | 3–0 | 2–0 | 0–1 | 0–1 | 1–2 | 2–0 | —   | 0–1 | 1–1 | 1–0 | 1–1 | 3–0 | 1–0 | 2–1 | 2–0 | 2–2 |
| Club Lleida Esportiu   | 2–0 | 0–3 | 0–2 | 5–1 | 2–1 | 4–0 | 2–1 | 1–0 | 0–1 | 1–0 | 0–0 | —   | 3–0 | 1–0 | 0–2 | 2–1 | 3–2 | 3–1 | 2–0 | 1–0 |
| RCD Mallorca "B"       | 1–0 | 1–2 | 3–4 | 3–2 | 2–5 | 3–2 | 3–2 | 1–1 | 1–1 | 0–1 | 0–1 | 1–0 | —   | 1–0 | 1–1 | 0–3 | 3–2 | 2–1 | 1–0 | 1–0 |
| CD Olímpic de Xàtiva   | 1–1 | 1–0 | 0–1 | 1–1 | 1–0 | 1–2 | 1–0 | 4–1 | 0–1 | 1–1 | 2–1 | 0–2 | 2–0 | —   | 3–1 | 1–1 | 2–1 | 2–1 | 2–2 | 1–0 |
| UE Olot                | 0–0 | 2–2 | 3–3 | 0–0 | 1–0 | 2–1 | 0–1 | 1–2 | 0–2 | 0–0 | 0–1 | 2–0 | 1–1 | 0–2 | —   | 1–0 | 1–0 | 0–0 | 1–1 | 2–1 |
| CF Reus Deportiu       | 5–2 | 1–0 | 1–0 | 2–0 | 4–1 | 1–1 | 1–0 | 0–2 | 2–1 | 2–0 | 1–0 | 0–0 | 1–0 | 2–0 | 1–0 | —   | 2–0 | 0–1 | 2–2 | 2–0 |
| UE Sant Andreu         | 2–3 | 1–2 | 0–2 | 1–2 | 3–0 | 4–3 | 0–0 | 0–1 | 2–1 | 0–2 | 1–1 | 0–1 | 0–0 | 2–1 | 1–2 | 0–1 | —   | 1–0 | 2–0 | 3–1 |
| Valencia CF Mestalla   | 0–2 | 1–1 | 2–0 | 2–1 | 1–0 | 1–0 | 2–2 | 1–2 | 0–1 | 1–1 | 4–1 | 0–0 | 1–0 | 0–1 | 1–3 | 0–1 | 1–1 | —   | 1–0 | 1–0 |
| Villarreal CF "B"      | 0–0 | 1–0 | 1–2 | 0–0 | 4–0 | 4–1 | 2–0 | 2–2 | 0–1 | 2–1 | 1–2 | 1–0 | 2–2 | 2–0 | 1–0 | 1–1 | 0–0 | 1–3 | —   | 1–4 |
| Real Zaragoza "B"      | 2–1 | 3–2 | 1–0 | 2–3 | 3–3 | 2–1 | 1–0 | 0–3 | 0–1 | 0–0 | 0–1 | 1–1 | 2–4 | 2–0 | 3–2 | 1–0 | 0–2 | 2–8 | 0–2 | —   |

#### Máximos goleadores
| Pos. | Jugador         | Equipo                 | Goles |
| ---- | --------------- | ---------------------- | ----- |
| 1.º  | Cedric          | RCD Mallorca "B"       | 17    |
| 1.º  | Jairo Morillas  | RCD Espanyol "B"       | 17    |
| 2.º  | Salva Chamorro  | Club Lleida Esportiu   | 14    |
| 2.º  | Rayco           | Gimnàstic de Tarragona | 14    |
| 2.º  | Sergi Guardiola | CD Eldense             | 14    |
| 3.º  | David Haro      | CE L'Hospitalet        | 13    |

### Grupo IV

#### Clasificación
| Pos. | Equipo                  | Pts. | PJ | G  | E  | P  | GF | GC | Dif. | Clasificación                                   |
| ---- | ----------------------- | ---- | -- | -- | -- | -- | -- | -- | ---- | ----------------------------------------------- |
| 1    | Cádiz C. F.             | 76   | 38 | 22 | 10 | 6  | 66 | 24 | +42  | Acceso a Promoción de ascenso para campeones    |
| 2    | UCAM Murcia C. F.       | 65   | 38 | 17 | 14 | 7  | 46 | 29 | +17  | Acceso a Promoción de ascenso para no campeones |
| 3    | U. D. Almería "B"       | 62   | 38 | 17 | 11 | 10 | 47 | 30 | +17  | Acceso a Promoción de ascenso para no campeones |
| 4    | C. F. Villanovense      | 61   | 38 | 16 | 13 | 9  | 46 | 30 | +16  | Acceso a Promoción de ascenso para no campeones |
| 5    | Granada C. F. "B"       | 58   | 38 | 15 | 13 | 10 | 50 | 39 | +11  |                                                 |
| 6    | R. B. Linense           | 58   | 38 | 16 | 10 | 12 | 56 | 52 | +4   |                                                 |
| 7    | U. D. Melilla           | 54   | 38 | 13 | 15 | 10 | 47 | 47 | 0    |                                                 |
| 8    | Real Betis "B"          | 52   | 38 | 15 | 7  | 16 | 43 | 43 | 0    |                                                 |
| 9    | C. D. San Roque de Lepe | 51   | 38 | 15 | 6  | 17 | 52 | 56 | −4   |                                                 |
| 10   | Marbella F. C.          | 51   | 38 | 13 | 12 | 13 | 42 | 48 | −6   |                                                 |
| 11   | Real Jaén C. F.         | 49   | 38 | 11 | 16 | 11 | 45 | 36 | +9   |                                                 |
| 12   | C. P. Cacereño          | 47   | 38 | 14 | 5  | 19 | 49 | 52 | −3   |                                                 |
| 13   | La Hoya Lorca C. F.     | 45   | 38 | 12 | 9  | 17 | 42 | 44 | −2   |                                                 |
| 14   | Sevilla Atlético        | 44   | 38 | 10 | 14 | 14 | 33 | 34 | −1   |                                                 |
| 15   | La Roda C. F.           | 43   | 38 | 10 | 13 | 15 | 33 | 43 | −10  |                                                 |
| 16   | F. C. Cartagena         | 43   | 38 | 9  | 16 | 13 | 33 | 46 | −13  | Acceso a Promoción de permanencia               |
| 17   | Córdoba C. F. "B" (D)   | 43   | 38 | 12 | 7  | 19 | 33 | 60 | −27  | Descenso a Tercera División                     |
| 18   | Arroyo C. P. (D)        | 43   | 38 | 10 | 13 | 15 | 30 | 50 | −20  | Descenso a Tercera División                     |
| 19   | C. D. El Palo (D)       | 41   | 38 | 8  | 17 | 13 | 42 | 43 | −1   | Descenso a Tercera División                     |
| 20   | Lucena C. F. (D)        | 39   | 38 | 10 | 9  | 19 | 32 | 64 | −32  | Descenso a Tercera División                     |

 Fuente: BDFutbol
Criterios de clasificación: Puntos · Enfrentamientos directos · Diferencia de goles · Goles a favor · Play-off

#### Evolución de la clasificación
| Equipo / Jornada | 1  | 2  | 3  | 4  | 5  | 6  | 7  | 8  | 9  | 10 | 11 | 12 | 13 | 14 | 15 | 16 | 17 | 18 | 19 | 20 | 21 | 22 | 23 | 24 | 25 | 26 | 27 | 28 | 29 | 30 | 31 | 32 | 33 | 34 | 35 | 36 | 37 | 38 |
| Equipo / Jornada |    |    |    |    |    |    |    |    |    |    |    |    |    |    |    |    |    |    |    |    |    |    |    |    |    |    |    |    |    |    |    |    |    |    |    |    |    |    |
| ---------------- | -- | -- | -- | -- | -- | -- | -- | -- | -- | -- | -- | -- | -- | -- | -- | -- | -- | -- | -- | -- | -- | -- | -- | -- | -- | -- | -- | -- | -- | -- | -- | -- | -- | -- | -- | -- | -- | -- |
| Cádiz            | 1  | 1  | 4  | 6  | 6  | 12 | 7  | 10 | 5  | 2  | 2  | 2  | 3  | 5  | 3  | 2  | 2  | 2  | 2  | 2  | 2  | 2  | 2  | 1  | 1  | 1  | 1  | 1  | 1  | 1  | 1  | 1  | 1  | 1  | 1  | 1  | 1  | 1  |
| UCAM             | 17 | 5  | 7  | 2  | 4  | 1  | 1  | 1  | 1  | 1  | 1  | 1  | 1  | 1  | 1  | 1  | 1  | 1  | 1  | 1  | 1  | 1  | 1  | 2  | 2  | 2  | 2  | 2  | 2  | 2  | 2  | 2  | 2  | 2  | 2  | 2  | 2  | 2  |
| Almería B        | 6  | 2  | 1  | 3  | 8  | 10 | 12 | 8  | 11 | 8  | 8  | 8  | 6  | 2  | 5  | 5  | 8  | 8  | 7  | 8  | 8  | 8  | 8  | 5  | 5  | 4  | 3  | 3  | 3  | 3  | 3  | 3  | 3  | 3  | 3  | 3  | 3  | 3  |
| Villanovense     | 15 | 6  | 6  | 14 | 13 | 14 | 9  | 12 | 7  | 10 | 12 | 12 | 10 | 10 | 10 | 7  | 9  | 7  | 8  | 7  | 4  | 3  | 5  | 6  | 9  | 9  | 7  | 7  | 6  | 6  | 6  | 5  | 5  | 5  | 4  | 4  | 4  | 4  |
| Granada B        | 4  | 11 | 19 | 13 | 12 | 7  | 10 | 7  | 2  | 4  | 5  | 4  | 4  | 7  | 7  | 9  | 6  | 6  | 6  | 3  | 5  | 4  | 3  | 3  | 4  | 5  | 4  | 4  | 4  | 4  | 5  | 6  | 6  | 6  | 5  | 6  | 5  | 5  |
| Linense          | 16 | 17 | 8  | 5  | 1  | 4  | 3  | 5  | 6  | 3  | 6  | 5  | 7  | 3  | 2  | 4  | 4  | 4  | 5  | 6  | 3  | 5  | 4  | 4  | 3  | 3  | 5  | 5  | 5  | 5  | 4  | 4  | 4  | 4  | 6  | 5  | 6  | 6  |
| Melilla          | 13 | 14 | 18 | 12 | 11 | 17 | 18 | 18 | 19 | 18 | 19 | 18 | 19 | 19 | 18 | 19 | 19 | 14 | 10 | 9  | 9  | 9  | 9  | 9  | 6  | 6  | 6  | 6  | 9  | 8  | 8  | 8  | 7  | 7  | 7  | 7  | 7  | 7  |
| Betis B          | 20 | 10 | 17 | 10 | 16 | 18 | 19 | 15 | 13 | 9  | 4  | 3  | 5  | 6  | 6  | 8  | 5  | 5  | 3  | 4  | 6  | 6  | 6  | 7  | 7  | 8  | 9  | 9  | 8  | 9  | 9  | 10 | 9  | 9  | 8  | 8  | 8  | 8  |
| San Roque        | 18 | 20 | 15 | 9  | 15 | 8  | 11 | 13 | 9  | 5  | 10 | 10 | 13 | 13 | 11 | 10 | 10 | 10 | 12 | 10 | 10 | 10 | 10 | 10 | 12 | 11 | 12 | 10 | 10 | 12 | 10 | 9  | 10 | 10 | 11 | 10 | 10 | 9  |
| Marbella         | 12 | 4  | 5  | 7  | 3  | 3  | 8  | 4  | 8  | 11 | 9  | 9  | 11 | 12 | 14 | 14 | 13 | 15 | 11 | 13 | 11 | 12 | 12 | 12 | 13 | 12 | 13 | 13 | 16 | 17 | 17 | 15 | 16 | 12 | 12 | 11 | 11 | 10 |
| Jaén             | 14 | 15 | 3  | 1  | 2  | 2  | 2  | 3  | 4  | 7  | 3  | 6  | 2  | 4  | 4  | 3  | 3  | 3  | 4  | 5  | 7  | 7  | 7  | 8  | 8  | 7  | 8  | 8  | 7  | 7  | 7  | 7  | 8  | 8  | 9  | 9  | 9  | 11 |
| Cacereño         | 3  | 8  | 16 | 18 | 20 | 20 | 20 | 20 | 20 | 20 | 20 | 20 | 20 | 20 | 19 | 16 | 16 | 18 | 15 | 12 | 14 | 11 | 11 | 11 | 11 | 10 | 11 | 12 | 13 | 11 | 13 | 13 | 17 | 13 | 13 | 13 | 12 | 12 |
| La Hoya          | 10 | 3  | 10 | 4  | 9  | 11 | 14 | 16 | 16 | 13 | 15 | 17 | 18 | 14 | 16 | 17 | 17 | 20 | 20 | 19 | 19 | 20 | 19 | 20 | 17 | 17 | 15 | 16 | 15 | 13 | 11 | 11 | 11 | 11 | 10 | 12 | 13 | 13 |
| Sevilla At.      | 19 | 7  | 13 | 8  | 14 | 15 | 15 | 9  | 14 | 16 | 17 | 16 | 17 | 15 | 13 | 12 | 11 | 12 | 16 | 16 | 17 | 15 | 14 | 15 | 16 | 14 | 14 | 15 | 12 | 10 | 12 | 12 | 13 | 15 | 15 | 14 | 14 | 14 |
| La Roda          | 11 | 19 | 20 | 20 | 19 | 19 | 17 | 19 | 18 | 19 | 18 | 19 | 15 | 16 | 15 | 15 | 15 | 17 | 14 | 15 | 16 | 17 | 20 | 17 | 19 | 19 | 20 | 17 | 19 | 19 | 18 | 14 | 15 | 17 | 17 | 17 | 16 | 15 |
| Cartagena        | 7  | 12 | 12 | 17 | 18 | 13 | 13 | 14 | 15 | 15 | 11 | 11 | 9  | 9  | 9  | 11 | 12 | 11 | 13 | 14 | 12 | 13 | 15 | 16 | 18 | 18 | 16 | 18 | 17 | 18 | 14 | 18 | 14 | 16 | 16 | 16 | 15 | 16 |
| Córdoba B        | 9  | 18 | 11 | 16 | 10 | 5  | 4  | 6  | 10 | 12 | 13 | 14 | 12 | 11 | 12 | 13 | 14 | 16 | 18 | 18 | 18 | 19 | 17 | 14 | 15 | 16 | 19 | 20 | 20 | 20 | 20 | 20 | 20 | 19 | 20 | 20 | 17 | 17 |
| Arroyo           | 2  | 9  | 14 | 19 | 17 | 16 | 16 | 17 | 17 | 17 | 14 | 13 | 14 | 18 | 17 | 18 | 18 | 13 | 17 | 17 | 15 | 16 | 18 | 19 | 20 | 20 | 17 | 19 | 18 | 16 | 19 | 16 | 12 | 14 | 14 | 15 | 18 | 18 |
| El Palo          | 8  | 13 | 2  | 11 | 5  | 6  | 6  | 2  | 6  | 7  | 7  | 8  | 8  | 8  | 6  | 7  | 9  | 9  | 9  | 11 | 13 | 14 | 13 | 13 | 10 | 13 | 10 | 11 | 11 | 15 | 16 | 17 | 18 | 20 | 19 | 19 | 20 | 19 |
| Lucena           | 5  | 16 | 9  | 15 | 7  | 9  | 5  | 11 | 12 | 14 | 16 | 15 | 16 | 17 | 20 | 20 | 20 | 19 | 19 | 20 | 20 | 18 | 16 | 18 | 14 | 15 | 18 | 14 | 14 | 14 | 15 | 19 | 19 | 18 | 18 | 18 | 19 | 20 |

#### Resultados
| Local \ Visitante    | Alm | Arr | Bet | Cac | Cád | Car | Cór | ElP | Gra | Jae | LaH | LaR | Lin | Luc | Mar | Mel | UCA | SRo | Sev | Vil |
| -------------------- | --- | --- | --- | --- | --- | --- | --- | --- | --- | --- | --- | --- | --- | --- | --- | --- | --- | --- | --- | --- |
| UD Almería "B"       | —   | 2–1 | 1–1 | 3–0 | 1–1 | 2–0 | 1–0 | 1–1 | 2–1 | 1–0 | 1–1 | 2–0 | 4–0 | 6–0 | 0–0 | 1–1 | 0–0 | 2–0 | 2–0 | 0–0 |
| Arroyo CP            | 1–0 | —   | 2–1 | 1–0 | 3–0 | 0–2 | 1–1 | 0–0 | 1–0 | 1–2 | 2–0 | 0–0 | 1–1 | 2–1 | 2–0 | 0–1 | 0–0 | 0–1 | 1–0 | 1–1 |
| Real Betis "B"       | 0–1 | 1–0 | —   | 2–1 | 0–2 | 2–0 | 0–1 | 3–1 | 1–1 | 0–2 | 0–1 | 3–1 | 1–2 | 6–0 | 1–4 | 3–1 | 0–2 | 0–2 | 1–0 | 3–1 |
| CP Cacereño          | 1–2 | 3–0 | 1–3 | —   | 0–3 | 1–3 | 4–0 | 2–0 | 2–0 | 1–0 | 1–0 | 2–0 | 1–2 | 6–0 | 0–2 | 3–0 | 1–0 | 2–0 | 3–0 | 2–1 |
| Cádiz CF             | 3–0 | 4–0 | 2–0 | 2–1 | —   | 2–0 | 3–0 | 1–1 | 1–1 | 0–0 | 2–0 | 0–0 | 2–2 | 3–0 | 5–0 | 2–0 | 1–0 | 4–0 | 0–2 | 2–0 |
| FC Cartagena         | 0–0 | 1–2 | 0–2 | 1–1 | 1–3 | —   | 1–1 | 2–1 | 3–0 | 1–1 | 0–1 | 1–1 | 2–1 | 1–0 | 1–1 | 2–2 | 0–0 | 1–0 | 0–0 | 0–0 |
| Córdoba CF "B"       | 1–2 | 1–0 | 1–2 | 2–1 | 0–2 | 0–1 | —   | 1–1 | 1–0 | 2–1 | 2–1 | 1–1 | 0–1 | 1–0 | 1–2 | 0–1 | 1–0 | 0–2 | 1–1 | 0–2 |
| CD El Palo           | 2–1 | 0–0 | 0–0 | 4–1 | 0–0 | 1–1 | 1–2 | —   | 0–1 | 1–1 | 1–1 | 2–1 | 5–0 | 0–1 | 0–1 | 1–2 | 3–2 | 4–0 | 0–0 | 1–1 |
| Granada CF "B"       | 2–0 | 1–1 | 2–0 | 2–0 | 0–1 | 1–1 | 5–2 | 2–1 | —   | 0–0 | 0–2 | 4–0 | 3–3 | 2–1 | 2–1 | 1–1 | 1–1 | 2–0 | 0–1 | 1–0 |
| Real Jaén CF         | 0–1 | 5–0 | 1–1 | 4–0 | 1–1 | 1–2 | 0–0 | 0–0 | 3–1 | —   | 1–1 | 1–1 | 0–0 | 3–1 | 0–0 | 3–2 | 1–2 | 3–2 | 3–1 | 0–3 |
| La Hoya Lorca CF     | 1–3 | 6–1 | 1–2 | 4–1 | 2–2 | 2–0 | 0–2 | 3–0 | 0–1 | 1–2 | —   | 1–0 | 2–1 | 0–1 | 1–0 | 0–0 | 0–0 | 1–3 | 1–1 | 1–1 |
| La Roda CF           | 1–0 | 2–2 | 0–1 | 1–0 | 0–2 | 2–0 | 1–1 | 0–0 | 0–0 | 1–0 | 0–1 | —   | 1–1 | 2–0 | 3–1 | 3–2 | 0–1 | 1–1 | 1–0 | 0–1 |
| RB Linense           | 2–1 | 3–0 | 0–0 | 2–1 | 2–1 | 2–1 | 5–0 | 3–4 | 0–0 | 1–2 | 3–2 | 3–0 | —   | 2–0 | 1–0 | 3–2 | 0–0 | 3–0 | 1–0 | 1–1 |
| Lucena CF            | 0–1 | 0–0 | 0–0 | 3–1 | 2–1 | 0–0 | 2–3 | 0–0 | 2–2 | 0–0 | 1–0 | 2–1 | 1–0 | —   | 2–5 | 2–1 | 0–0 | 2–1 | 1–0 | 1–1 |
| Marbella FC          | 0–0 | 2–1 | 2–1 | 2–2 | 1–1 | 2–2 | 1–0 | 0–0 | 0–1 | 1–1 | 1–0 | 1–0 | 1–0 | 3–2 | —   | 2–2 | 1–3 | 0–2 | 1–1 | 0–1 |
| UD Melilla           | 2–1 | 0–0 | 0–0 | 1–1 | 1–1 | 3–2 | 1–3 | 1–1 | 2–1 | 1–1 | 1–1 | 1–1 | 5–1 | 2–1 | 1–0 | —   | 0–0 | 2–1 | 0–0 | 1–0 |
| UCAM Murcia CF       | 2–0 | 2–2 | 2–0 | 1–1 | 1–0 | 3–0 | 3–0 | 2–0 | 1–4 | 1–0 | 3–2 | 2–4 | 1–0 | 2–1 | 2–0 | 1–2 | —   | 2–2 | 1–0 | 1–0 |
| CD San Roque de Lepe | 3–2 | 4–0 | 1–2 | 0–1 | 0–2 | 2–2 | 3–1 | 1–2 | 2–2 | 2–1 | 0–0 | 0–0 | 2–1 | 2–1 | 2–3 | 2–1 | 0–0 | —   | 1–0 | 2–0 |
| Sevilla Atlético     | 2–0 | 1–1 | 1–0 | 0–0 | 1–3 | 2–0 | 4–0 | 1–0 | 2–2 | 0–0 | 1–0 | 1–2 | 2–2 | 1–1 | 3–0 | 0–1 | 1–1 | 3–1 | —   | 0–0 |
| CF Villanovense      | 0–0 | 1–0 | 3–0 | 1–0 | 1–0 | 1–1 | 3–0 | 4–3 | 0–1 | 1–1 | 0–1 | 2–1 | 3–1 | 3–0 | 1–1 | 2–0 | 1–1 | 3–2 | 2–0 | —   |

#### Máximos goleadores
| Pos. | Jugador     | Equipo           | Goles |
| ---- | ----------- | ---------------- | ----- |
| 1.º  | Jona        | Cádiz CF         | 18    |
| 2.º  | Copi        | RB Linense       | 16    |
| 3.º  | Dani Romera | UD Almería "B"   | 15    |
| 3.º  | Juan Muñoz  | Sevilla Atlético | 15    |

## Promoción de ascenso a Segunda División
- Se clasifican los siguientes equipos a la promoción de ascenso:

| Pos                                              | Grupo I          | Grupo II        | Grupo III              | Grupo IV        |
| ------------------------------------------------ | ---------------- | --------------- | ---------------------- | --------------- |
| 1º                                               | Real Oviedo      | SD Huesca       | Gimnàstic de Tarragona | Cádiz CF        |
| 2º                                               | Real Murcia CF   | Bilbao Athletic | Huracán Valencia CF    | UCAM Murcia CF  |
| 3º                                               | Racing de Ferrol | CD Guadalajara  | CF Reus Deportiu       | UD Almería "B"  |
| 4º                                               | UD Logroñés      | Real Unión Club | Hércules CF            | CF Villanovense |
| En negrita equipos que suben a Segunda División. |                  |                 |                        |                 |

## Promoción de permanencia
- Se clasifican los siguientes equipos a la promoción de permanencia:

| Real Avilés CF                                        | Las Palmas Atlético | CD Eldense | FC Cartagena |
| En negrita equipos que descienden a Tercera División. |                     |            |              |

## Resumen
Ascienden a Segunda división:
| - Bilbao Athletic | - Club Gimnàstic de Tarragona | - Sociedad Deportiva Huesca | - Real Oviedo |

Descienden a Tercera división: 
| Grupo I - Real Avilés Club de Fútbol - Unión Popular de Langreo - Zamora Club de Fútbol - Club Deportivo Tropezón - Club Marino de Luanco | Grupo II - Unión Deportiva Las Palmas Atlético - Rayo Vallecano de Madrid "B" - Club Atlético de Madrid "B" - Club de Fútbol Trival Valderas Alcorcón - Unión Balompédica Conquense | Grupo III - Real Club Deportivo Mallorca "B" - Unió Esportiva Sant Andreu - Elche Ilicitano Club de Fútbol - Real Zaragoza "B" | Grupo IV - Córdoba Club de Fútbol "B" - Arroyo Club Polideportivo - Centro de Deportes El Palo - Lucena Club de Fútbol |

Campeón de Segunda División B:
| - REAL OVIEDO |

## Copa del Rey
Los cuatro primeros clasificados de cada grupo, exceptuando a los filiales, y los cuatro siguientes equipos con mejor puntuación en todos los grupos se clasifican para la siguiente edición de la Copa del Rey. La plaza de los filiales la ocupan los siguientes equipos mejor clasificados.